# Gerecht voor ambtenarenzaken van de Wereldbank
Het Gerecht voor ambtenarenzaken van de Wereldbank (Engels: World Bank Administrative Tribunal, WBAT) is een gerechtshof inzake arbeidsrechtelijke aangelegenheden rond de circa 10.000 medewerkers van de Wereldbank. Het gerecht werd op 1 juli 1980 opgericht en is gevestigd in Washington D.C., tevens hoofdzetel van de Wereldbank.
Aan het gerecht zijn zeven rechters verbonden die uit de verdragsstaten van de Wereldbank afkomstig zijn, benoemd worden door het directiecomité na voordracht door de voorzitter van de Wereldbank; rechters mogen geen personeelslid zijn (geweest) bij de bank. De rechters hebben een ambtstermijn van vijf jaar en kunnen eenmaal herkozen worden.
Steve Schwebel (Verenigde Staten) is sinds 2007 de president van het gerecht, en Florentino Feliciano (Filipijnen) en Monica Pinto (Argentinië) de vicepresidenten. Andere rechters zijn momenteel Jan Paulsson (Zweden/Frankrijk), Ahmed El-Kosheri (Egypte), Andrew Burgess (Barbados) en Abdul Koroma (Sierra Leone).